# Khargone (Distrikt)
Der Distrikt Khargone (Hindi खरगोन ज़िला – auch als West Nimar District bezeichnet) ist ein Distrikt des zentralindischen Bundesstaats Madhya Pradesh. Verwaltungs- und Wirtschaftszentrum ist die gleichnamige Stadt Khargone (auch Khargaon genannt).

## Geographie
Der Distrikt Khargone grenzt im Süden an die Distrikte Buldhana und Jalgaon im Bundesstaat Maharashtra. Nach Westen wird der Distrikt begrenzt durch den Distrikt Barwani; im Nordwesten grenzt der Distrikt Dhar an, nach Norden der Distrikt Indore, nach Nordosten der Distrikt Dewas, im Osten der Distrikt Khandwa und im Südosten der im Jahr 2003 neu geschaffene Distrikt Burhanpur.
Der nördliche Teil des zwischen 150 und 450 m hoch gelegenen Distrikts mit der Pilgerstadt Maheshwar wird in Ost-West-Richtung vom Fluss Narmada durchflossen. Im Süden des Distrikts erhebt sich das Satpuragebirge; von hier fließen u. a. der Kunda-River und der Beda-River nach Norden. Die jährlichen Niederschlagsmengen liegen bei ca. 1200 mm/Jahr, wovon jedoch ca. 90 % auf die sommerlichen Monsunmonate entfallen.

## Geschichte

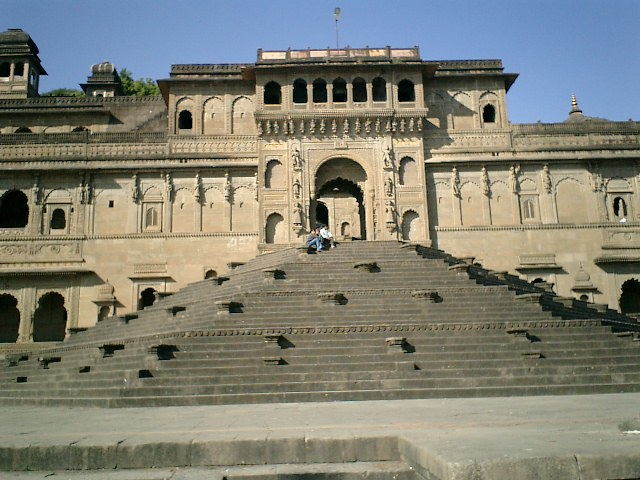
Fort Ahilya in Maheshwar

Die Kalachuri von Tripuri regierten das Gebiet vom 7. bis zum 13. Jahrhundert. Ihre Nachfolger waren die Paramara, die das Reich Malwa gründeten. Ein Teil im Süden des heutigen Distrikts gehörte zu Kandesh. Die Region Nimar (alter Name) gehörte ehemals zum von der Residenzstadt Mandu aus regierten Sultanat Malwa, welches im Jahr 1531 von Bahadur Shah, dem Sultan von Gujarat, unterworfen wurde. Im Jahr 1561 wurde die Region vom Großmogul Akbar I. erobert und dem Mogulreich angegliedert und gehörte zur Subah Malwa. Im Jahr 1740 fiel der nördliche Teil des Distrikts an das Marathen-Reich und wurde von der Holkar-Dynastie beherrscht. Der Süden des heutigen Gebiets fiel zwischen 1751 und 1755 an die Holkar. Seit dem Jahr 1818 stand das Gebiet unter britischer Kontrolle. Nach der Unabhängigkeit Indiens (1947) bzw. nach dem States Reorganisation Act von 1956 kam das Gebiet zum neu geschaffenen Bundesstaat Madhya Pradesh. Innerhalb Madhya Pradeshs entstanden die beiden Distrikte East Nimar und West Nimar. Am 25. Mai 1998 wurde der Distrikt West Nimar in die beiden Distrikte Barwani und Khargone aufgeteilt.

## Bevölkerung

### Übersicht
Infolge des anhaltenden Bevölkerungswachstums in weiten Teilen Nordindiens und durch Zuwanderung ist die Einwohnerzahl des Distrikts in den letzten Jahrzehnten enorm angestiegen. Hindus dominieren in den Dörfern auf dem Lande (etwa 98 %); etwa 15 bis 20 % der städtischen Bevölkerung sind Moslems. In der Dekade zwischen 2001 und 2011 wuchs die Bevölkerung um gut 20 % auf etwa 1,87 Millionen an, wobei der männliche Bevölkerungsanteil den weiblichen um etwa 5 % übersteigt. Etwa 85 % der Bevölkerung lebt in den Dörfern auf dem Lande. Nach dem Zensus von 2011 waren 62,7 % des Lesens und Schreibens kundig (unter den Frauen 53 %). Die Werte lagen unter dem Durchschnitt von Madhya Pradesh (70,6 %, bzw. 60,0 %) und von ganz Indien (74,0 %, bzw. 65,5 %). Die ganz überwiegend gesproche Sprache ist Hindi und verschiedene Bhil-Dialekte.

### Einwohnerentwicklung
In den ersten Jahrzehnten des 20. Jahrhunderts wuchs die Bevölkerung bereits stark an. Trotz Seuchen, Krankheiten und Hungersnöten. Seit der Unabhängigkeit Indiens hat sich die Bevölkerungszunahme beschleunigt. Während die Bevölkerung in der ersten Hälfte des 20. Jahrhunderts um rund 128 % zunahm, betrug das Wachstum in den fünfzig Jahren zwischen 1961 und 2011 221 %. Die Bevölkerungszunahme zwischen 2001 und 2011 lag bei 22,85 % oder rund 348.000 Menschen. Offizielle Bevölkerungsstatistiken der heutigen Gebiete sind seit 1901 bekannt und veröffentlicht.
| Jahr      | 1901    | 1911    | 1921    | 1931    | 1941    | 1951    | 1961    | 1971    | 1981    | 1991      |
| Einwohner | 189.621 | 258.895 | 284.976 | 336.866 | 387.542 | 431.704 | 583.139 | 767.344 | 969.735 | 1.192.520 |

### Bedeutende Orte
Im Distrikt gibt es zwar elf Orte, die als Städte (towns und census towns) gelten. Dennoch ist der Anteil der städtischer Bevölkerung im Distrikt gering. Denn nur 298.856 der 1.873.046 Einwohner oder 15,96 % leben in städtischen Gebieten. Die Städte mit mehr als 20.000 Einwohnern sind:
Weitere Städte mit mehr als 10.000 Bewohnern sind Bhikangaon (16.217 Einwohner), Barwaha Kasba (13.514 Einwohner), Mandleshwar (12.343 Einwohner), Jaitpur (11.835 Einwohner) und Gogaon (11.054 Einwohner).

### Volksgruppen
In Indien teilt man die Bevölkerung in die drei Kategorien general population, scheduled castes und scheduled tribes ein. Die scheduled castes (anerkannte Kasten) mit (2011) 209.091 Menschen (11,16 Prozent der Bevölkerung) werden heutzutage Dalit genannt (früher auch abschätzig Unberührbare betitelt). Die scheduled tribes sind die anerkannten Stammesgemeinschaften mit (2011) 730.169 Menschen (38,98 Prozent der Bevölkerung), die sich selber als Adivasi bezeichnen. Zu ihnen gehören in Madhya Pradesh 46 Volksgruppen. Mehr als 5000 Angehörige zählen nur die Bhil (713.640 Personen oder 38,10 % der Distriktsbevölkerung).

## Verwaltungsgliederung
Frühere Namen für den Distrikt sind Nimar und West Nimar. Der Distrikt Khargone gliedert sich in die elf Verwaltungsbezirke (Tehsils oder Subdivisions): Barwaha, Bhagwanpura, Bhikangaon, Gogaon, Jhiranya, Kasrawad, Khargone, Khargone Town, Maheshwar, Sanawad und Segaon. Er zählt elf Städte und 1421 bewohnte Dörfer mit acht Stadtverwaltungen und 594 Dorfverwaltungen.

## Wirtschaft
Der Distrikt Khargone ist in sehr hohem Maße landwirtschaftlich geprägt, wobei auch Wanderarbeiter – vor allem auf den zahlreichen Baumwollfeldern – bis in die heutige Zeit eine nicht unwichtige Rolle spielen. Lediglich in den wenigen Städten gibt es einige größere Geschäfte und Handwerksbetriebe sowie Banken, Hospitäler und weiterführende Schulen.

## Verkehr

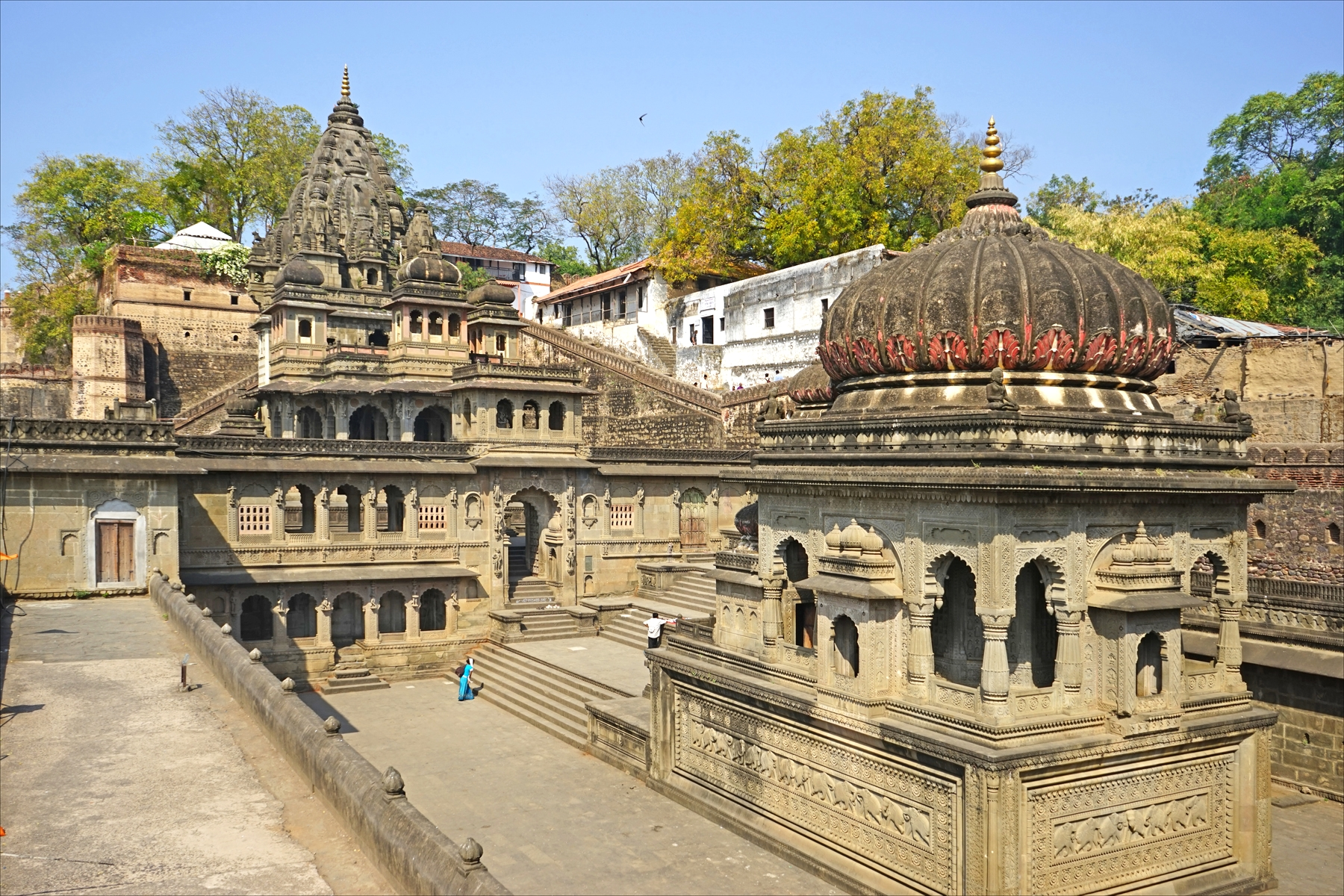
Tempel am Fluss Narmada in Meheshwar

Im gesamten Distrikt gibt es keine wichtigen Eisenbahnlinien. Die Strecke von Khandwa über Indore nach Agra mit den Bahnhöfen in Sanawad und Barwaha durchquert den Distrikt ganz im Osten und spielt für den Verkehr im Distrikt keine Rolle. Die meisten Dörfer sind über Buslinien an das regionale Verkehrsnetz angeschlossen. Hinzu kommen als überregionale Straßenverbindungen der National Highway 347B (von West nach Ost), National Highway 347BG, der National Highway 347C (von Nord nach Süd) sowie mehrere State Highways.

## Sehenswürdigkeiten
Auf dem Gebiet des ansonsten touristisch kaum erschlossenen Distrikts Khargone befindet sich die Tempelstadt Maheshwar, die insbesondere den Anhängern des Hindu-Gottes Shiva heilig ist.